# Dhu Moraes
Dulcilene Moraes (Rio de Janeiro, 22 de janeiro de 1952), mais conhecida como Dhu Moraes, é uma atriz e cantora brasileira. Iniciou a carreira em 1970, como atriz, mas veio a se tornar conhecida em 1978 como integrante do girl group As Frenéticas, no qual permaneceu até 1983. Nesta época, assinava sob o nome artístico de Dudu Moraes.

## Carreira
Em 1970 iniciou a carreira de atriz na telenovela Irmãos Coragem, sendo que nos anos seguintes desenvolveu uma carreira no teatro, passando por cinco peças, incluindo a montagem de Hair. Dhu se tornou nacionalmente conhecida em 1978 como integrante do girl group As Frenéticas, no qual permaneceu até 1983. A partir de então dedicou sua carreira para a atuação, se tornando conhecida pelos papeis humorados nos programas de Chico Anysio – como Escolinha do Professor Raimundo, Chico Total, Chico Anysio Show e O Belo e as Feras. De 2001 até 2006 fez a personagem Tia Nastácia no Sítio do Picapau Amarelo da Rede Globo.

## Vida pessoal
Dhu foi casada com o advogado Carlos Alberto Carvalho, com quem teve um filho, Rodrigo, através de adoção. Durante as gravações de Novo Mundo, aproximou-se do ator Renan Monteiro, intérprete de seu filho na trama das 18h e órfão de mãe; a conexão foi tamanha que, posteriormente, Dhu o adotou como filho.

## Filmografia

### Televisão
| Ano                     | Título                          | Personagem                            | Nota                                    |
| ----------------------- | ------------------------------- | ------------------------------------- | --------------------------------------- |
| 1970                    | Irmãos Coragem                  | Helena Ribeiro (Leninha)              |                                         |
| 1981                    | Chico Total                     | Cléia                                 |                                         |
| 1982–84                 | Chico Anysio Show               | Mãe Branca                            |                                         |
| 1985                    | Tenda dos Milagres              | Rosa de Oxalá                         |                                         |
| 1985                    | Roque Santeiro                  | Dona Nininha                          |                                         |
| 1986                    | Sinhá Moça                      | Maria das Dores                       |                                         |
| 1991                    | Estados Anysios de Chico City   | Mãe Branca                            |                                         |
| 1991                    | Escolinha do Professor Raimundo | Baunilha                              |                                         |
| 1994–95                 | Escolinha do Professor Raimundo | Dona Maria Menina / Dona Branca       |                                         |
| 1999                    | O Belo e as Feras               | Grace                                 | Episódio: "Só o Amor Destrói"           |
| 2000                    | Você Decide                     | Cida                                  | Episódio: "Transas de Família: Parte 5" |
| 2001                    | O Direito de Nascer             | Maria Dolores Limonta (Mamãe Dolores) |                                         |
| 2001–06                 | Sítio do Picapau Amarelo        | Tia Nastácia                          |                                         |
| 2004                    | A Diarista                      | Ela mesma                             | Episòdio: "Aquele do Projac"            |
| 2004                    | Meu Cunhado                     | Mamãe Dolores                         | Episódio: "Tô Mal"                      |
| 2007                    | Luz do Sol                      | Neuza                                 | Episódios: "11–14 de agosto"            |
| 2009                    | Caras & Bocas                   | Dirce Nunes Paiva                     |                                         |
| 2011                    | Morde & Assopra                 | Janice Pereira                        |                                         |
| 2012                    | Cheias de Charme                | Valdelice Araújo (Valda)              |                                         |
| 2015–19                 | República do Peru               | Lady                                  |                                         |
| 2016                    | Êta Mundo Bom!                  | Manuela dos Santos                    |                                         |
| 2017                    | Novo Mundo                      | Idalina da Conceição                  |                                         |
| 2017–2022 2025–presente | Tô de Graça                     | Geralda da Silva Sauro                | [ 8 ]                                   |
| 2018                    | Detetives do Prédio Azul        | Madame B.                             | Episódio: "A Borracha"                  |
| 2019–20                 | Homens?                         | Drª. Sophia Valente                   |                                         |
| 2022                    | Nada Suspeitos                  | Zanina Oliveira                       |                                         |
| 2022–presente           | Encantado's                     | Marlene Ponza                         |                                         |
| 2023                    | Amor Perfeito                   | Carminha Laranjeira                   | Episódio: "29 de agosto"                |
| 2023                    | How To Be a Carioca             | Valentina                             |                                         |
| 2024                    | Cilada                          | Malvina                               | Episódio: "Vizinhos"                    |
| 2024                    | Turma da Mônica - Origens       | Milena Sustenido (Dona Milena)        |                                         |
| 2024–presente           | Cosme e Damião: Quase Santos    | Vó Nilza                              |                                         |
| 2025                    | Êta Mundo Melhor!               | Manuela dos Santos                    |                                         |

### Cinema
| Ano  | Título                                                     | Personagem        |
| ---- | ---------------------------------------------------------- | ----------------- |
| 2004 | Quem Pagará o Enterro e as Flores seu Eu Morrer de Amores? | Shirlene          |
| 2005 | Rio 77/78                                                  | Deusa             |
| 2013 | Sou Filha de Babá                                          | Maria             |
| 2015 | Linda de Morrer                                            | Cliente do salão  |
| 2016 | Apaixonados - O Filme                                      | Regina            |
| 2020 | M8 - Quando a Morte Socorre a Vida                         | Mãe de Santo      |
| 2024 | O Último Animal                                            | Senhora na favela |

## Teatro
| Ano     | Título                                | Personagem      |
| ------- | ------------------------------------- | --------------- |
| 1970    | Alice no Divino País Maravilhoso      |                 |
| 1972    | Pobre Menina Rica                     |                 |
| 1972    | Jesus Cristo Superstar                |                 |
| 1972    | Hair                                  | Sheila          |
| 1973–74 | Calabar                               |                 |
| 1985    | Noviças Rebeldes                      | Madre Superiora |
| 1989    | Cristal                               |                 |
| 1995    | A Era do Rádio                        | Ceil            |
| 1996    | Rádio Stars                           | Flora           |
| 1998    | Peep Show                             |                 |
| 2003–04 | É o Bicho, A Ordem Natural das Coisas |                 |